# Гуцуляк Річард Михайлович
Рі́чард Миха́йлович Гуцуля́к — радянський український футбольний тренер, що спеціалізувався на роботі з дітьми та юнаками в ДЮСШ «Прикарпаття» (Івано-Франківськ).

## Життєпис
Наприкінці 1970-их разом з Іваном Краснецьким очолював експериментальний футбольний спецклас на базі загальноосвітньої школи № 17 та ДЮСШ «Спартак» (Івано-Франківськ). Найвідомішими з випускників класу, де навчалися хлопці 1964 року народження, стали багаторічний гравець та тренер «Прикарпаття» Сергій Пташник та доктор фізико-математичних наук Станіслав Вільчинський, що також захищав кольори івано-франківців протягом чотирьох сезонів.
Значно успішнішим видався випуск групи ДЮСШ «Прикарпаття» 1972 року народження, яку Гуцуляк очолив після від'їзду Краснецького до Москви. Найвідомішим серед хлопців став Микола Волосянко, що встиг засвітитися у київському «Динамо» та збірній України. Окрім нього, на рівні вищих дивізіонів різних країн пограли Олег Рипан, Орест Дорош та Богдан Гусак, а Роман Русак був одним з провідних гравців першолігової «Буковини».
Серед групи «прикарпатців» 1976 року народження, очолюваної Гуцуляком, виокремлювався Ігор Гогіль, що згодом став фіналістом Кубка України 1998 у складі київського ЦСКА.
Річард Гуцуляк був хрещеним батьком відомої франківської футболістки Христини Ботюк.